# Petronella van Woensel
Petronella van Woensel (Raalte, 14 de mayo de 1785 – La Haya, 12 de noviembre de 1839) fue una pintora neerlandesa.
Fue alumna de los pintores de bodegones de flores Georgius Jacobus Johannes van Oss y Jan van Os.  Es conocida por sus obras de flores y desde 1822 fue miembro de honor de la Koninklijke Academie voor Beeldende Kunsten. Murió en brazos de su mejor amiga y colega, Maria Margaretha van Os.